# Alberto Fernández de Rosa
Alberto Fernández de Rosa (Buenos Aires, 31 de octubre de 1944), apodado Paco, es un primer actor argentino. Ha actuado en varios filmes argentinos y en series de televisión por cinco décadas.

## Carrera
Alberto Fernández de Rosa comenzó actuación desde niño. Debutó en teatro a los once años en el Teatro Astral de la ciudad de Buenos Aires en una obra para niños, "El Gigante Glotón" de H. Tettamanti.  A los 16 debutó en teatro para adultos participando en el Teatro Liceo, en la compañía de la actriz Luisa Vehil. 
En 1962 actuó en la película "El Televisor" de José de Thomas junto a Marilina Ross 1964. Luego actuó de "Bobby" en Pajarito Gómez, de Rodolfo Kuhn, exitosa película argentina de culto. Continuó en 1965 con la producción española El castigador; en 1966 Buenos Aires, Verano 1912  y finalmente su gran protagónico en 1969 en la premiada Breve cielo, de David José Kohon, representante de la llamada Generación de 1960 que motivó cambios profundos en la cinematografía nacional. 
En la televisión argentina participó en ese gran éxito que fue La Familia Falcón, una de las primeras telenovelas argentinas, que alcanzó gran popularidad y fue difundida por Canal 13 durante la mayor parte de la década de 1960 (1962-1969). En 1966 viajó a España. Actuó en el programa para niños de TV Española, Los Chiripitifláuticos. En 1971, Fernández de Rosa participa en la serie de TV, haciendo de "Rubén" en Nino, las cosas simples de la vida. 
Fernández de Rosa participó en la película Destino de un capricho en 1972. En 1974 filma protagonizando la película Crimen en el hotel alojamiento, también en 1974 filmó Juan que reía de Carlos Galettini y en 1975, junto a China Zorrilla Las sorpresas con dirección de Gallettini sobre un cuento de Mario Benedetti. En 1974 formó parte del elenco de la obra teatral Orquesta de señoritas. 
En 1977, debido al golpe cívico militar del año anterior integró la lista de intelectuales y artistas prohibidos por la dictadura y debió irse del país. Gestiones con empresarios españoles obtuvieron un contrato para actuar en Madrid con una obra que venía haciendo en Argentina. Fernández de Rosa vuelve a Argentina y debido a las listas de artistas "prohibidos" por la dictadura cívico militar de aquel momento se ve apartado de los estudios de TV y Cine. En ese período da clases de actuación y actúa hasta 1981 en teatros por fuera de los circuitos oficiales. 
En 1983, ya vuelta la democracia, forma parte del elenco televisivo de Mesa de Noticias, haciendo de "Rosales". En 1985 actuó solamente en un filme, Flores robadas en los jardines de Quilmes. En 1986 participa en cuatro filmes: Brigada explosiva (otra vez hace de "Rosales"), Brigada Explosiva contra los ninjas, Los amores de Laurita y Los insomnes. En 1987: Los bañeros más locos del mundo y Los Matamonstruos en la mansión del terror. En 1988: Los Pilotos más Locos del Mundo, secuela de "Los Bañeros más Locos del Mundo". En 1989, Fernández de Rosa asume como director general en el Teatro San Martín y, además, filma DNI: La Otra Historia de Luis Brunati. En 1990, actúa en TV solo una vez. Es elegido subsecretario de Cultura en Buenos Aires. Participa en ¡Átame!, televisado en EE. UU. como "Tie me Up, Tie me Down!". En 1991 Hace un importante papel caracterizando a "Teo" en el programa de TV Grande Pa!, muy popular en Argentina (titulado "Super Dad" en los países de habla inglesa donde se televisó). Luego de los cuatro años de éxito de "Grande Pa!" en 1995 Fernández de Rosa sigue actuando con Agustina Cherri, en Chiquititas. En los 1990, Fernández de Rosa es director de casting de Telefe, un trabajo que lo estresó mucho, pero que lo consolidó como respetado y criterioso ejecutivo. Luego, con Telefé, comienza a probar actores infantiles para el casting de "Chiquititas". Y está en 1995 ayudando a Cris Morena preparando el show que se convertiría en un megahit internacional. En 2015 actúa en Esperanza mía, una telenovela Argentina emitida por El Trece, junto a Lali Espósito y Mariano Martínez interpretando a Marcucci, un obispo.

## "Chiquititas"
Chiquititas comenzó producido por Telefé, en Argentina, varios países de Latinoamérica, Europa y Asia en 1995. Fernández de Rosa trabajó con los niños de la telenovela: Camila Bordonaba,  María Jimena Piccolo, Facundo Arana, Romina Yan (hija de Morena) y la ya mencionada Agustina Cherri. Hizo de "Saverio", un cocinero migrado de España. El haber vivido varios años allá le ayudó mucho con el acento español. Interpretar a "Saverio" le permitió a Fernández de Rosa hacerse conocido a lo largo de Argentina en las nuevas generaciones en los 1990s. En los álbumes de "Chiquititas", Fernández de Rosa participa en algunos temas como "Ángeles Cocineros" y "El Cheff Saverio", los cuales también interpretó en teatro en los años 1996 y 1997 junto al resto del elenco. Cuando "Chiquititas" se pasa en EE. UU. por la red de satélites de Telefé, en 2000, Fernández de Rosa se hace famoso entre los hispanos.

## Después de "Chiquititas"
Fernández de Rosa disminuyó su trabajo como actor de cine considerablemente después de "Chiquititas ", concentrándose más en su trabajo de director de casting de Telefé. En 1997, ya un veterano actor, participa en producción de 24 Horas (Algo está por explotar), una comedia dramática con Julieta Ortega y Eduardo Cutuli donde trabaja la actriz Divina Gloria. En 1999, hace TV: La Mujer del Presidente. En 2001 participó con Guillermo Francella en varios episodios de la serie Poné a Francella, programa en el cual tenía a su cargo la Dirección de Actores. Hizo cine: Te besaré mañana, de Diego Musiak. En 2001, hizo una participación especial en la serie "El Hacker 2001", junto a Carlos Calvo (actor). El 30 de diciembre de 2006 fue mencionado en la televisión como dirigente del Partido justicialista en Escobar, Provincia de Buenos Aires y en 2006 colaboró en la película Bañeros 3: todopoderosos. En el año 2011 realizó una participación en Los únicos, en Canal 13. Desde 2012 hasta 2014 volvió a interpretar a un español como en Chiquititas, pero esta vez en Violetta, interpretando a Antonio, el dueño del Studio On Beat. Entre el año 2014 y principios de 2015 realizó una participación en "Guapas", en Canal 13. En 2015 realizó una participación en la comedia Esperanza Mía.

## Vida personal
Estuvo casado con la actriz Cristina Banegas. Juntos son los padres de la también actriz Valentina Fernández De Rosa. De su segundo matrimonio con Marta López Pardo nacieron Guadalupe Fernández De Rosa y Francisco Fernández De Rosa. Tiene dos nietos hijos de Guadalupe. Sus nombres son Rita y Tomas. Sus nietos hijos de Valentina son Sofía Stead y Martín Stead. El 2 de marzo de 2022, falleció su hija Valentina a los 55 años.

## Filmografía
- Locos sueltos en el zoo (2015) como Gregorio
- Roa (2013) como Giraldo.
- Bañeros 3: todopoderosos (2006) como Paco.
- Te besaré mañana (2001) como Comisario.
- 24 horas (Algo está por explotar) (1997) como Fernández.
- DNI (La otra historia). (1989)
- Los pilotos más locos del mundo (1988).
- Los matamonstruos en la mansión del terror (1987).
- Los bañeros más locos del mundo (1986) como Alberto (Paco).
- Los insomnes (1986).
- Los amores de Laurita (1986).
- Brigada explosiva contra los ninjas (1986) como Alberto Rosales.
- Brigada explosiva (1986).
- Flores robadas en los jardines de Quilmes (1985).
- Juan que reía (1976).
- Las sorpresas (1975).
- La guerra del cerdo (1975).
- Crimen en el hotel alojamiento (1974).
- Destino de un capricho (1972).
- El mundo es de los jóvenes (1970).
- Los debutantes en el amor (1969).
- Breve cielo (o Su primer encuentro) (1969).
- El médico y el curandero (cortometraje) (1969).
- La querella (cortometraje) (1968).
- Buenos Aires, verano 1912 (1966).
- El castigador (1965) (España).
- Pajarito Gómez, una vida feliz (1965) como Bobby.
- La familia Falcón (1963) como Alberto.
- El televisor (1962).
- El secreto de Mónica (1962).

## Televisión
- Dos 20 (2022) como Ibarro "Vasco".
- Esperanza mía (2015) como Obispo
- Guapas (2014 - 2015) como Coco Luna.
- Violetta (2012 - 2014) como Antonio Jerez.
- Los únicos (2011) como Lorenzo Manfredi.
- Televisión por la identidad (2007) como Abuelo.
- Alma pirata (2006) como Padre de Francisco.
- Vientos de agua (2006) como Nazario Reyes.
- Los Roldán (2004) como Don Bernardo Vorguetti.
- Una piedra en mi zapato (2002) como Paco Reales.
- Poné a Francella (2001) como José Agustín.
- La mujer del presidente (1999) como Dr. Balvanera.
- Cebollitas (serie de televisión) (1997 - 1998) (Guest-star capítulo 9)
- Chiquititas (1995 - 98) como Saverio.
- Grande Pa! (1991-1994) como Teodoro Cossini "Teo".
- Amigos son los amigos (1991)
- Hombres de ley (1989)
- Mesa de noticias (1983 - 1984) como Clorinda / Rosales.
- Estudio Uno (España, 1977-1979)
- Nino, las cosas simples de la vida (1971) como Rubén.
- La pulpera de Santa Lucía (1968).
- La familia Falcón (1962).

## Teatro
- Perfecta (1966).
- Chiquititas (1996-1997).
- Edipo Rey (2019).
- Mamá (2024-2025)